# Honda F6C

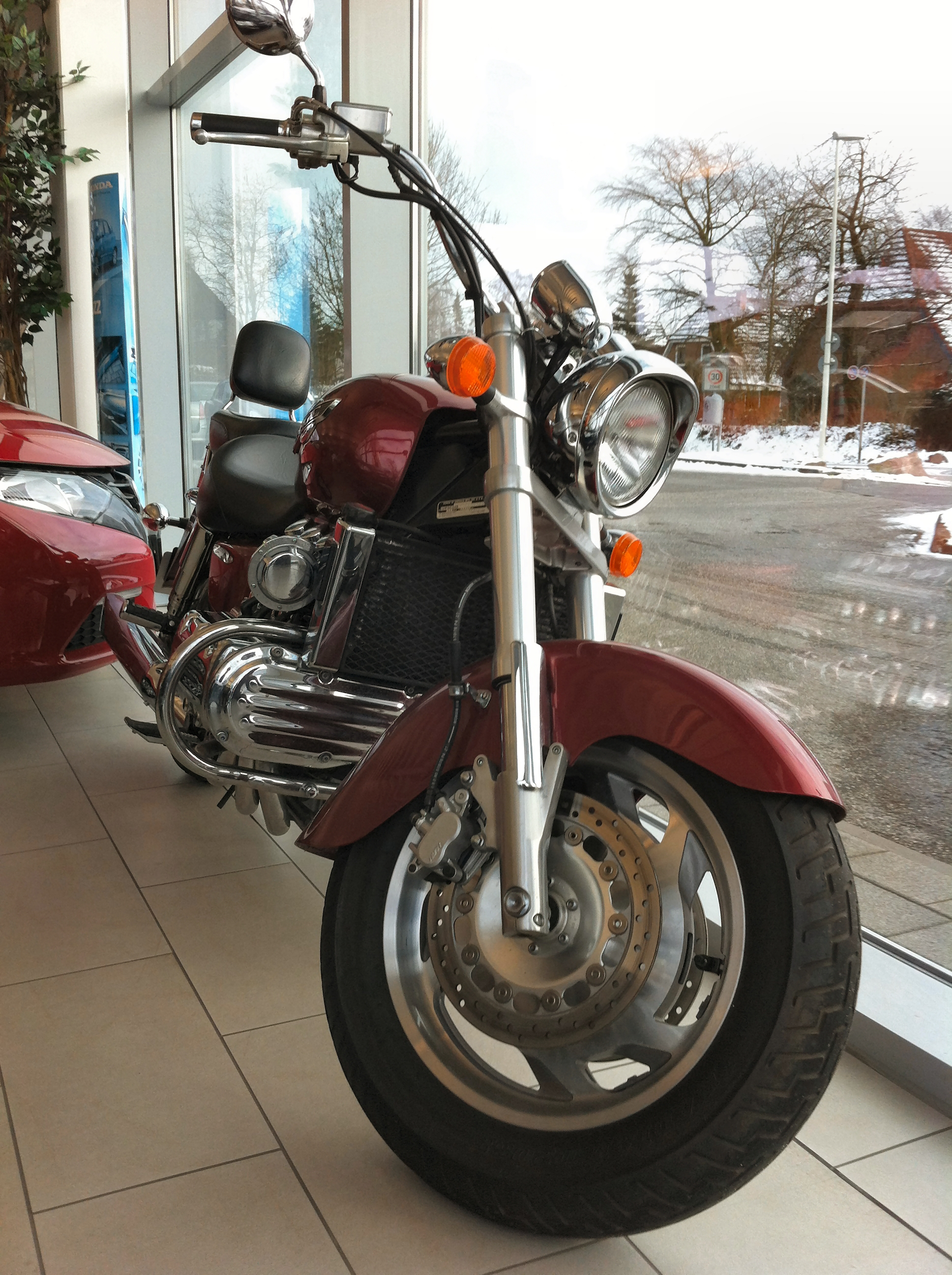
Honda F6C

Die F6C ist ein Motorradmodell von Honda, das im Januar 1997 auf den deutschen Markt gebracht wurde und bis 2004 angeboten wurde. Das F6 stand für „Flat Six“, gemeint war damit der Sechszylinder-Boxermotor, das „C“ stand für „Custom“. In den Vereinigten Staaten wurde der Cruiser unter der Verkaufsbezeichnung F6 Valkyrie vermarktet. Der Modellcode lautet SC34B.

## Entwicklungsgeschichte
Die F6C wurde von Grund auf neu entwickelt, lediglich im Motorbereich erfolgte eine Anleihe bei der seit 1988 im Luxustourer Gold Wing GL1500 bewährten Konfiguration. Ansonsten wurden alle Komponenten und Baugruppen für das neue Custom Bike maßgeschneidert.
Leitgedanke für Konstruktion und Design waren die klassischen amerikanischen Hot-Rod-Autos mit ihren legendären Triebwerken (Stichwort „Big-Block V8“) und den entsprechenden Soundkulissen. Einen Ausgangspunkt fanden die Ingenieure im 1.500-cm³-Sechszylinder-Boxermotor der Honda Gold Wing. Rahmen und Verkleidung der F6 C lehnten sich hingegen wie schon bei der VT 1100 C2 Shadow American Classic Edition eher an traditionelle Formen an.
Mit diesem optischen Auftritt und ihrem hohen Leistungspotential nahm die F6C eine Rolle als neues Flaggschiff der Honda-Chopper ein. Während das Modell in den USA – wo es auch gebaut wurde – in drei verschiedenen Varianten angeboten wurde, gab es für den deutschen Markt lediglich die Basisversion, die den klangreichen Namen „Valkyrie“ hier nicht tragen durfte, sondern nur auf die Bezeichnung F6C hörte. In Amerika gab es außerdem die „F6 Valkyrie Tourer“ sowie die „F6 Valkyrie Interstate“. Während die Tourer sich vom Basismodell lediglich durch eine hohe Windschutzscheibe sowie formschön lackierte Seitenkoffer unterschied, war das Erscheinungsbild der Interstate noch imposanter: Neben einer breiten Frontverkleidung mit Doppelscheinwerfern und Windschutzscheibe hatte sie noch ein großes lackiertes Topcase, in dem vier Rücklichter im Style einer Chevrolet Corvette der 1960er Jahre untergebracht waren. Die Ausstattung umfasste außerdem ein Radio und auf Wunsch sogar ein CB-Funkgerät. Mangels Nachfrage auch in den USA wurde die Interstate bereits 2001 wieder eingestellt, da sie doch zu nahe an der Zielgruppe der gleichzeitig angebotenen Honda Gold Wing lag.

## Konzept
Wie bei der VF750C und der VT1100C Shadow Amerikan Classic Edition heißt die Designdevise auch bei der F6C „Long and Low“. Schon allein durch ihre Größe entfaltet sie jedoch einen ganz eigenen Stil. Eingerahmt von sorgfältig gerundeten Verkleidungs- und Chromelementen kommt der Boxermotor gut zur Geltung. Er steht zwischen seinen sechs Einzelvergasern und ebenso vielen Auspuffkrümmern optisch im Mittelpunkt. Der Motoren-Sound erinnert teilweise an einen älteren Porsche, der ja ebenfalls über einen 6-Zylinder-Boxermotor verfügt.
Die weit herunter gezogenen Schutzbleche, der große Tank und die breite sattelförmige Sitzbank mit separatem Soziusteil bilden weitere Akzente, dazu kommen für eine Chopper typisch viele Chromteile.
Die niedrige Sitzhöhe, der breite, flache Lenker und die nach vorn verlegten Fußrasten ermöglichen eine entspannte und aufrechte Sitzposition. Die Optik ist insgesamt darauf ausgelegt, aufzufallen.

## Technik

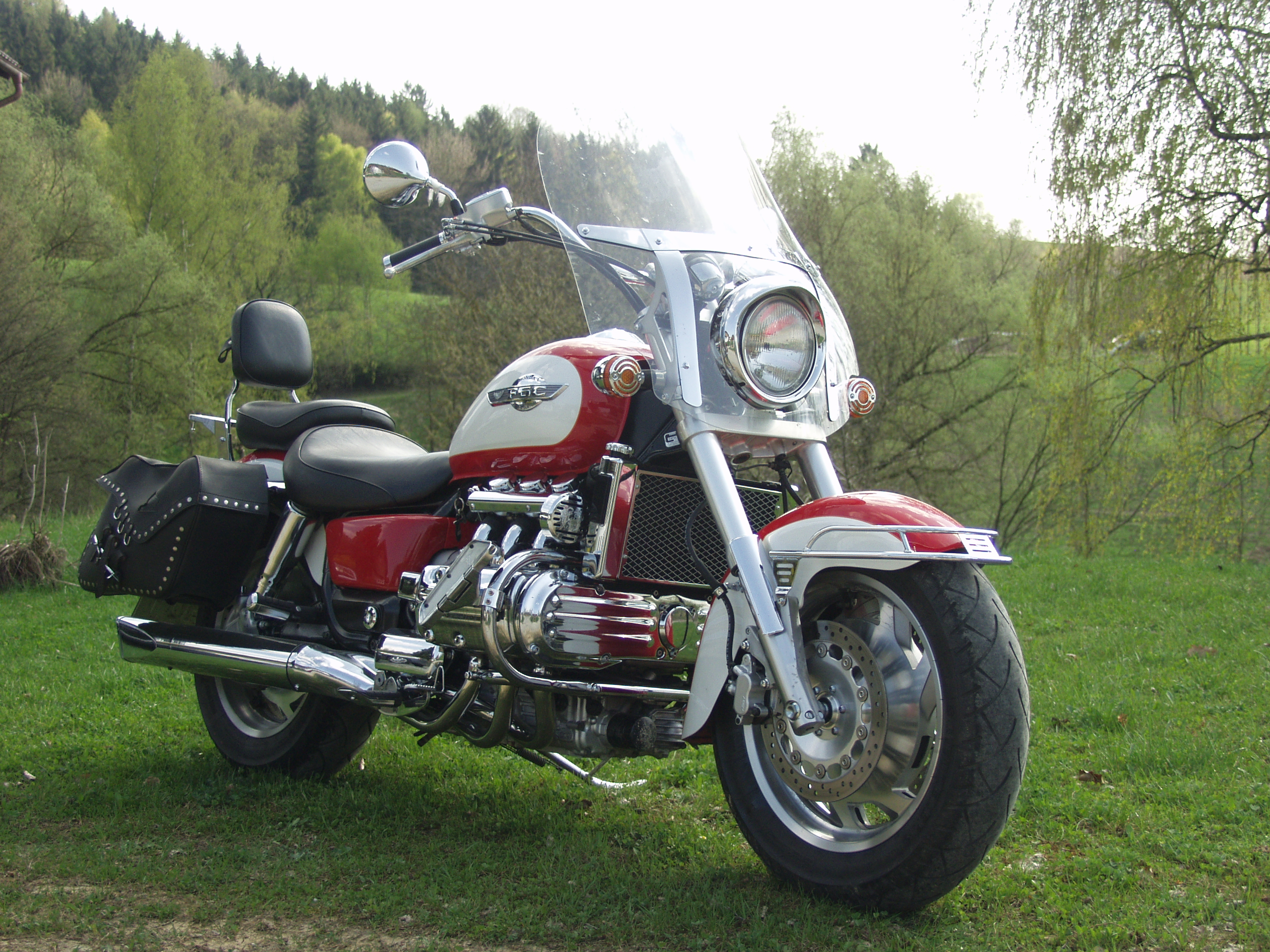
Honda F6C Tourer (Valkyrie Tourer) in zweifarbiger Lackierung Perlrot/Perlelfenbein

Honda F6C clean

Der flüssigkeitsgekühlte Sechszylindermotor erzeugt aus 1520 cm³ Hubraum eine Nennleistung von 72 kW (98 PS) und ein maximales Drehmoment von 130 Nm. Die sechs Zylinder haben eine Bohrung von 71 mm, einen Hub von 64 mm und ein Verdichtungsverhältnis von 9,8:1. Die Druckumlaufschmierung hat einen Nasssumpf.
Der dem Motor zugrunde liegende Sechszylinderboxermotor der Gold Wing sollte eine Verbesserung der Gaswechseleffizienz erhalten, um sportlicheres Fahren zu ermöglichen. Erreicht wurde dies durch sechs neue 28-mm-Vergaser, schärfere Nockenwellen für mehr Leistung und Drehmoment über den gesamten Drehzahlbereich. Die Auspuffkrümmer auf beiden Seiten laufen als Drillinge in großen Schalldämpfern mit angedeuteter „Heckflosse“ zusammen. (6-in-6-Auspuffanlage)
Beim Motor der F6C werden obenliegende, zahnriemengesteuerte Nockenwellen und eine unkomplizierte Ventilspieleinstellung mittels Schraube und Kontermutter verwendet. Das erhöht den Wartungsaufwand gegenüber dem Goldwingmotor, der über hydraulischen Ventilspielausgleich verfügt. Die elektronische Zündanlage sorgt neben einem guten Ansprechverhalten für eine optimale Verbrennung und bessere Leistungsabgabe.
Mehrscheiben-Ölbadkupplung mit hydraulischer Betätigung, Fünfgang-Getriebe, Kardanantrieb.
Das leichtgängige 5-Gang-Getriebe bedient der F6C-Fahrer über eine hydraulisch betätigte Kupplung. Von der Gold Wing übernommen wurde das Kardansystem, das für seine Wartungsfreundlichkeit bekannt ist.

### Abmessungen
- Länge 2525 mm
- Breite 980 mm
- Höhe 1185 mm
- Radstand 1690 mm
- Sitzhöhe 740 mm
- Bodenfreiheit 155 mm
- Leergewicht 309 kg
- Maximale Zuladung 195 kg

### Rahmen
- Federweg hinten 120 mm
- Felgengröße vorne 3.50 × 17
- Felgengröße hinten 5.50 × 16
- Reifengröße vorne 150/80 R17 72H
- Reifengröße hinten 180/70 R16 77H
- Reifentyp (Dunlop) FR/RR D206F/D206

### Füllmengen
- Kraftstofftankinhalt 20 Liter
  - für Langstreckenfahrer sind auch 28-Liter-Tanks erhältlich
- Kraftstoffreserve 4,3 Liter
- Öl SAE 10W40 3,7 Liter
- Bremsflüssigkeit DOT 4
- Achsantrieb SAE 80W 170 cm³
- Kühlflüssigkeit 4,7 Liter